# Maria Coll i Calvo
Maria Coll i Calvo (Pont de Vilomara, 23 d'octubre de 1925 - Terrassa, 1 de maig de 1999) va ser una bibliotecària i mestra catalana.

## Biografia
Es va treure el batxillerat després de la Guerra Civil Espanyola, i posteriorment cursà els estudis de magisteri. El 1946 entrà a treballar a la Biblioteca Soler i Palet, substituint provisionalment la que era la directora titular, Maria Miralda. El caràcter tècnic de la feina la portà a estudiar la carrera a l'Escola Superior de Bibliotecàries de Barcelona. Més endavant, el 1953 aprovà unes oposicions restringides a funcionaris municipals de l'Ajuntament de Terrassa i va obtenir la plaça d'auxiliar de la biblioteca. Amb la mort l'any 1963 de la directora Maria Miralda, que ja s'havia reincorporat a la plaça, Maria Coll va esdevenir directora mitjançant un nomenament interí fins que l'any 1966 supera unes oposicions lliures.
El 1971 es van inaugurar 4 noves biblioteques a la ciutat, començant així el que seria la futura Xarxa de Biblioteques Soler i Palet, la direcció de la qual aniria a càrrec seu. També exercí de secretària del ja desaparegut Patronat de la Biblioteca Soler i Palet.
És autora de diferents obres sobre Teresa de Lisieux i les aparicions de la Verge a l'antiga Iugoslàvia, així com d'articles que fan referència a la història de Terrassa. Relacionat amb la seva feina a la Biblioteca Soler i Palet cal destacar l'Aportació per a una bibliografia terrassenca ampliada l'any 1988 amb la Bibliografia terrassenca.

## Obres
- Aportació per a una bibliografia terrassenca: ponència presentada a la XV Assemblea Intercomarcal d'Estudiosos celebrada a Terrassa el 14 de maig de 1972 (1976)
- D. José soler i Palet (1976)
- Bibliotecas municipales: curso 1976-1977 (1977)
- Compatricios insignes, titulares de las bibliotecas municipales de Terrassa: apuntes biogràficos (1977)
- La biblioteca Museu Municipal Soler i Palet de Terrassa (1978)
- Junta de la Xarxa de Biblioteques Soler i Palet (1985)
- La Xarxa de Biblioteques Soler i Palet (1987)
- Bibliografia terrassenca (1988)
- Maria de Natzaret (1988)
- Teresa de Lisieux (1989)
- Un canto de amor y juventud: Teresa de Lisieux (1990)
- Un Cant d'amor i de joventut: Teresa de Lisieux (1990)
- La Virgen María, reina de la paz, en Medjugorje (1990)
- Maria, reina de la pau, a Medjugorje, Iugoslàvia (1991)
- Vers la terra promesa (1992)
- El Rosari, oració evangèlica (1992)
- El Poema de una entrega : Mari Carmen González-Valerio y Sáenz de Heredia (1930-1939) (1993)
- La Reina de la paz en Medjugorje, Bosnia-Hercegovina (1994)
- José de Nazaret : el último de los patriarcas (1997)